# Alosa killarnensis
Alosa killarnensis (englische und irische Trivialnamen: Goureen oder Killarney Shad) ist eine seltene Fischart aus der Gattung Alosa innerhalb der Familie der Alosidae. Die Verbreitung ist auf den Lough Leane im irischen Killarney-Nationalpark beschränkt. Charles Tate Regan beschrieb diese Form 1916 als Unterart der Finte (Alosa fallax, Synonym: Alosa finta).

## Merkmale
Alosa killarnensis erreicht eine Standardlänge von 200 mm. Die Weibchen werden größer als die Männchen. Es gibt 43 bis 53 dünne Kiemenreusenstrahlen auf dem vorderen Kiemenbogen. Die Körperhöhe beträgt 67 mm, die Kopflänge 50 mm. Die Anzahl der Dorsalstrahlen beträgt 17 bis 19 und der Analstrahlen 19 bis 21. 55 bis 60 Schuppen sind in Längs- und 17 bis 19 Schuppen in Querreihen angeordnet. Die Anzahl der in zwei Reihen angeordneten Bauchschilde beträgt 21 bis 22  und 15 bis 16. Der Bauch ist silbrig, der Rücken violett. An der Schulter befindet sich ein dunkler Fleck. Eine seitliche Reihe von ungefähr sieben senkrecht ausgedehnten dunklen Flecken erstreckt sich von hinter dem Kiemendeckel bis zum hinteren Ende der Afterflosse.

## Lebensweise
Alosa killarnensis erreicht ein Höchstalter von 5 Jahren. Die Laichzeit liegt zwischen Juni und Juli. Die Eiablage erfolgt auf Schotterbänken und im mit Kies bedeckten Flachwasserbereich entlang der großen Inseln im Lough Leane. Die Nahrung besteht hauptsächlich aus Zooplankton.

## Status
Alosa killarnensis wird von der IUCN in die Kategorie „vom Aussterben bedroht“ (critically endangered) klassifiziert. Die Art hat ein sehr kleines Verbreitungsgebiet von 19 km². Die Hauptgefährdung stellt die Eutrophierung des Lough Leane sowie die Konkurrenz durch Neozoen wie dem Rotauge (Rutilus rutilus) und der Brachse (Abramis brama) dar.